# Tylogonus (павуки)
Tylogonus  — рід дрібних павуків з підродини Euophryinae у родині Павуків-скакунів. Представники роду мешкають у Південній Америці. Для більшості видів описані лише самці.

## Опис
Дрібні павуки, довжина тіла 4-7 мм. Головогруди відносно високі, з поздовжніми білими смугами. Всі ноги вкриті шипами, зокрема сегмент між стегном та гомілкою першої пари ніг.
За формою тіла та смугами на головогрудях нагадують павуків групи Dendryphantina. Будова педипальп самців також є нехарактерною для підродини Euophryinae.

## Різноманіття
Рід виділений французьким арахнологом Еженом Сімоном 1902 року. Типовим видом роду є T. auricapillus.
До роду входять 11 видів:
- Tylogonus auricapillus Simon, 1902 — Еквадор, відомий тільки самець
- Tylogonus chiriqui Galiano, 1994 — Панама, відомий тільки самець
- Tylogonus miles Simon, 1903 — Венесуела, відомий тільки самець
- Tylogonus parabolicus Galiano, 1985 — Колумбія, відомий тільки самець
- Tylogonus parvus Zhang & Maddison, 2012 — Еквадор, відома лише самиця
- Tylogonus pichincha Galiano, 1985 — Еквадор, відомий тільки самець
- Tylogonus prasinus Simon, 1902 — Бразилія, відомий тільки самець
- Tylogonus putumayo Galiano, 1985 — Колумбія, відомий тільки самець
- Tylogonus vachoni Galiano, 1960 — Бразилія, відомий тільки самець
- Tylogonus viridimicans (Simon, 1901) — Еквадор, відомі павуки обох статей
- Tylogonus yanayacu Zhang & Maddison, 2012 — Еквадор, відомі павуки обох статей